# Orcomimus
„Orcomimus“ je neformální rodové jméno pro dosud nepopsaného dravého (teropodního) dinosaura, jehož fosílie byly objeveny na území Jižní Dakotě v sedimentech souvrství Hell Creek (lokalita Sandy site). Malý dvounohý dravec byl neformálně popsán paleontologem Michaelem Trieboldem v roce 1997 na základě fosilních částí pánve a zadních končetin. Šlo zřejmě o vývojově vyspělého a odvozeného ornitomimida, žijícího v období svrchní křídy, asi před 84-65,5 miliony let (nejspíše však před 67-65,5 miliony let). Dnes se jedná o nomen nudum.